# Новиков, Владимир Яковлевич
Владимир Яковлевич Новиков (25 апреля 1944, Федиевка, Кировоградская область — 1 июня 2004, Славянск, Донецкая область) — украинский государственный деятель, депутат Верховной Рады Украины I созыва (1990—1994), академик АН Украины, лауреат Государственной премии Украины в области науки и техники (1998).

## Биография
Родился 25 апреля 1944 года в селе Федиевка Кировоградской области в семье рабочего МТС.
Окончил Донецкий государственный университет по специальности экономист.

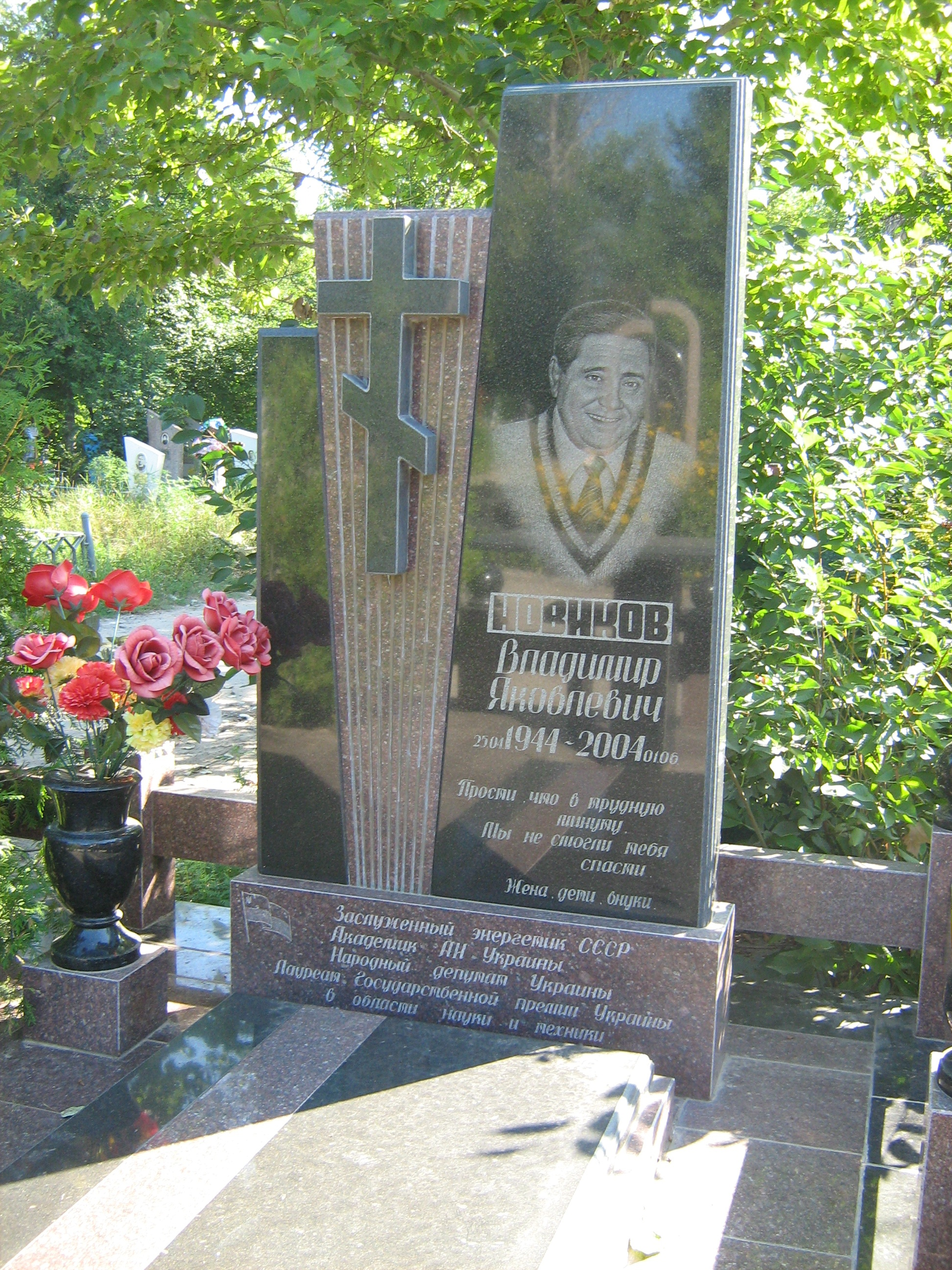
Могила Владимира Новикова в Славянске

С 1960 года по комсомольской путевке работал на нефтепромыслах Казахстана.
С 1963 года проходил службу в Военно-Морском флоте СССР.
В 1967 году — машинист турбин Кубанского каскада гидроэлектростанций города Черкесск.
С 1967 года — механик Черкасского завода железобетонных конструкций.
С 1968 года — прораб, старший прораб, начальник участка на строительстве Ставропольской ГРЭС.
С 1975 года — начальник управления «Югоэнергомеханизация» города Донецк.
С 1985 года — заместитель управляющего Всесоюзного строительного треста «Энергомеханизация» города Москва.
С 1986 года — главный инженер, директор Славянского арматурно-изоляторного завода имени Артёма.
Член КПСС в 1969—1991 годах; депутат Славянского городского совета.
В 1990 году был выдвинут кандидатом в Народные депутаты Украины трудовым коллективом Славянского арматурно-изоляторного завода.
18 марта 1990 года был избран депутатом Верховной Рады Украины I созыва от Славянский городского избирательного округа № 141 (Донецкая область). Входил во фракцию «Новая Украина», группу «Промышленники». Член Комиссии Верховной Рады Украины по вопросам планирования, бюджета, финансов и цен.
В 1995—2001 годах — председатель правления ОАО «АИЗ-Энергия» города Славянск.
Умер 1 июня 2004 года. Похоронен в Славянске Донецкой области на Северном кладбище.

## Награды
- Лауреат Государственной премии Украины в области науки и техники за разработку научно-технических основ, организацию серийного производства и внедрения на линиях электропередачи 10-1150 кВ высоковольтных изолирующих конструкций из стеклопластика и силиконовых эластомеров (17.11.1998)[1].
- Заслуженный энергетик СССР.